# Tenacious D
Tenacious D é uma banda de comedy rock americana formada por Jack Black e Kyle Gass em 1994, em Los Angeles, Califórnia. A banda lançou três álbuns de estúdio - "Tenacious D", em 2001  "The Pick of Destiny", em 2006, e "Rize of The Fenix " em 2012. Mais recentemente em suas performances ao vivo, apresentam uma programação banda completa, incluindo músicos como o guitarrista John Konesky, o baixista John Spiker, baterista e guitarrista adicional(só sessão)  Dave Grohl e o baterista (apenas turnê) Brooks Wackerman.
Tenacious D foi formado em 1994 quando os membros ainda tocavam como uma dupla acústica. A banda ganhou popularidade em 1999 quando estrelou sua série de televisão homônimo e começou a apoiar grandes bandas de rock. Em 2001, eles lançaram o Tenacious D, seu primeiro álbum com uma banda completa. O primeiro single, "Tribute", foi o mais bem sucedido da banda onde chegou a atingir o Top 10, até que lançou "The Metal", que foi exibido pela primeira vez no Saturday Night Live. Em 2006, estrelou, e gravou a trilha sonora, o filme Tenacious D in The Pick of Destiny. Em apoio do filme, a banda saiu em turnê mundial, aparecendo pela primeira vez com uma banda completa.
Tenacious D apresenta músicas de forma teatral, Black no vocal e Gass no violão. Críticos têm descrito sua fusão de comédia absurda e vulgar com a música rock como "rock mock". Suas canções discutem temas como a puberdade da dupla e proezas sexuais, bem como a sua amizade e uso de cannabis em um estilo de música que os críticos têm comparado com a letra narrador de estilo ópera rock.

## História

### Primórdios
Black e Gass reuniram-se em Edimburgo, na Escócia, durante o Festival Fringe de Edimburgo de 1989. Ambos eram membros da trupe de Los Angeles - based teatro, Actor's Gang, que estava tocando Tim Robbins e Adam Simon. Inicialmente, houve inimizade entre os dois, pois Gass se sentiu ameaçado por Black, que era o músico principal da Actor's Gang, embora eventualmente eram trabalhadas as suas diferenças, e concordaram em formar uma banda. Gass ensinou Black a tocar guitarra, em troca de Black ajudando Gass com sua atuação. Inicialmente, quando Black e Gass tocaram suas músicas ao vivo, abrangidos por Bobby McFerrin. Até 1993, a dupla não tinha um nome, então eles deram um show para o seu primeiro público, no extinto Al's Bar, a chance de votar em um nome. Black e Gass tinha entre suas opções: "animais de estimação ou de carne", "Balboa Biblical Theatre" e "Mischief A Axe Lords Com Gorgazon's" (o nome favorito pessoal de Gass). "Tenacious D", nome usado pelo comentarista esportivo Marv Albert para descrever um forte posicionamento defensivo no basquete não conseguiu obter a maioria dos votos, porém, de acordo com Black "é forçado através". A participação de David Cross, que mais tarde entrou no elenco de Jack Black em sua série de televisão de comédia, Mr. Show.

### Série de Televisão (1997–2000)
Cross,com o escritor de Mr.Show Bob Odenkirk, continuou o seu envolvimento com o Tenacious D, produzindo três espectáculos de meia hora baseados na banda. A série, intitulada Tenacious D,  estreou na HBO em 1997, logo após um episódio do Sr. Show. Enquanto um total de três episódios que consistem em dois curtas cada, de dez a doze minutos de duração, foram produzidas, somente o primeiro foi ao ar naquele ano, os dois últimos episódios não foram ao ar até ao Verão de 2000. De acordo com Gass, a série foi cancelada após a HBO solicitar dez episódios, mas ao fazê-lo, ele e Black teriam de abandonar o seu papel como produtores executivos , e só escrevendo canções. Gass e Black decidiram fazer um filme. Muitas canções que acabaram sendo incluídos no primeiro álbum da banda foi inicialmente apresentado na amostra, embora os episódios contenham também canções que permanecem inéditas. Os seis curtas intitulado "The Search for inspirado", "Angel in Disguise", "Death of a Dream", "The Greatest Song In The World", "O Fan" e "Road Gig". Após a série ir ao ar, a banda continuou a tocar ao vivo. Em um show na Viper Room, em Los Angeles, eles se encontraram com Dave Grohl, que afirmou que estava impressionado com seu desempenho; isto levou à sua aparição no "Foo Fighters" no vídeo da música "Learn to Fly". A popularidade do Tenacious D aumentou ainda mais quando eles começaram a abrir para os shows de alta performance, incluindo Beck, Pearl Jam e Foo Fighters.

### Primeiro álbum "Tenacious D" (2001–2003)
Em maio de 2000 o Tenacious D assinou um contrato com a Epic Records. Como perfil de Black aumentou devido a seus papéis em filmes como High Fidelity a banda trabalhou na gravação de seu primeiro álbum com os produtores do Dust Brothers. Em 2001 eles lançaram seu álbum de estreia Tenacious D. Mo posição de número trinta e três na Billboard 200 em 13 de outubro de 2001. Embora o Tenacious D geralmente aparece como uma dupla, o álbum foi feito por uma banda completa, composta por Dave Grohl na bateria e violão, o tecladista Page McConnell do Phish, o guitarrista Warren Fitzgerald do Vandals, e o baixista Steven McDonald do Redd Kross. Segundo Jack Black, que optou por usar uma faixa, porque "ninguém nunca ouviu falar de nós com uma banda". A maioria das canções do álbum foram realizados anteriormente em sua série de televisão de curta duração.
Embora a reação da crítica tenha variado, em novembro de 2005, o álbum tinha alcançado status de platina nos Estados Unidos. A Entertainment Weekly descreveu o lançamento como "hilário" e "nenhum registro de comédia simples". Allmusic escreveu que o álbum "rocks so damn hard", mas lamentou a ausência de algumas das canções do show de televisão. Magazine Flak criticou o uso de bandas de esquetes entre as músicas, descrevendo-os como "distração" e "incômodo". Além disso, o The Independent comentou que o álbum estava cheio de "palavrões e escatologia" e era "desprovido de o mais baixo escalão de humor".
O primeiro single do álbum foi "Tribute", uma homenagem à canção "greatest song in the world", que, na canção, O Tenacious D narram como salvaram suas almas de um demônio. O clip , foi dirigido por Liam Lynch, e foi filmado para a canção. O vídeo obteve sucesso e foi eleito o quinto melhor vídeo de música pela revista Kerrang! leitores. Isto foi seguido pelo segundo single, "Wonderboy", o vídeo da música que foi dirigido por Spike Jonze. Um terceiro vídeo, uma animação mostrando Black e Gass como querubins, foi feita para "Fuck Her Gently", dirigido por Ren e Stimpy-criador John Kricfalusi.
O álbum também inclui "Dio", uma canção escrita como um tributo ao cantor de rock Ronnie James Dio, que zombavam dele por ser um pouco velho demais. Dio gostou da música o suficiente que pediu para a banda aparecer no clip da sua canção, "Push". Um EP intitulado Fun Pak D foi lançado em 2002. É apresentado um esquete e versões acústicas de "Jesus Ranch" e "Kyle Quit The Band", assim como um megamix de Mocean Worker. The Complete Masterworks, é um DVD com todas as músicas executadas na sua série de TV, vídeos, e uma performance ao vivo no Brixton Academy de Londres, gravado em 2002, foi lançado em 9 de novembro de 2003.

### The Pick of Destiny(2004–2009)
Em outubro de 2003 Black anunciou que o roteiro de The Pick of Destiny - retrato fictício da  formação banda tinha sido concluída. O filme foi inicialmente escrito e desenvolvido pela Working Title Films, mas Black e Gass decidiram assumir o controle criativo quando eles não estavam satisfeitos com as ideias dos escritores. As filmagens haviam sido previstas para acontecer até o final de 2003, no entanto, foi adiada por quase um ano devido a Black ser escalado para o remake de Peter Jackson do filme de grande orçamento de King Kong. A banda começou a gravar canções para a trilha sonora do filme, seu segundo álbum de estúdio, The Pick of Destiny. O álbum teve John Konesky na guitarra e John Spiker do Trainwreck no baixo. Dave Grohl tocou bateria novamente, e ainda emprestou a voz para "Beelzeboss (The Final Showdown)", bem como a atuação no filme, como Satan.
O filme teve sua estreia no Grauman's Chinese Theatre, em Los Angeles em 9 de novembro de 2006. Muitos dos atores que tiveram participações especiais no filme estavam presentes, incluindo Ronnie James Dio, Dave Grohl, Ben Stiller e Meat Loaf. O filme foi lançado mundialmente em 22 de novembro. A trilha sonora tinha sido lançada há pouco mais de uma semana atrás, em 14 de novembro. Tenacious D in The Pick of Destiny arrecadou $ 8 334 575 em nos Estados Unidos e no Canadá e um total de $ 13 426 450 em todo o mundo, muito além do seu orçamento de produção de $ 20 milhões e $ 40 milhões em custos de mercado estimados. Em termos financeiros, é considerada como uma bomba nas bilheterias. A trilha sonora chegou ao número oito na Billboard 200 em os Estados Unidos bem como topo das paradas do iTunes, e número dez no Reino Unido. O filme foi lançado mundialmente em DVD em 27 de fevereiro de 2007. Em uma entrevista no Daily Show em 30 de novembro de 2006, Black admitiu que o filme tinha "bombardeado", mas disse recentemente que as vendas de DVD têm mostrado que o filme pegou um público culto.
Kevin Crust, do Los Angeles Times disse que o filme poderia ser melhor apreciado em um estado elevado de consciência, "um suprimento de ervas, e não estamos falando de ginkgo biloba". Stephen Rae do The Philadelphia Inquirer disse que  "o frequente uso de drogas no filme dá ao humor um novo significado." Michael Phillips criticou a frequência do uso de drogas, dizendo: "Este pode ser o problema. Pot raramente ajudou timing cômico de ninguém." Stephen Holden do The New York Times sugeriu que o filme poderia ser visto como uma comédia de um Rock'n' roll alegre", mas ele também descreveu a progressão do filme como sendo uma bagunça "espalhafatosa".
Os comentários da trilha sonora foram menos favoráveis do que do primeiro álbum da banda. Comentários da Revista Rolling Stone diz que a banda sonora "nunca se descola". Acusa a confiança que o álbum faz sobre o conhecimento do filme e algumas canções existam "apenas" para completar o enredo". Resume dizendo que o álbum é inferior ao esforço feito anteriormente pela banda. Allmusic descreve também o seguimento como menos "satisfatória" do Tenacious D, observando que as canções se sentir como "filler" narrativa. Blender continua a crítica às canções dizendo que estão "cutucando-enredo-canção sketches". The Guardian vê o álbum de forma mais positiva, descrever o álbum como um "encontro animado da velha escola" e "humor estudante".

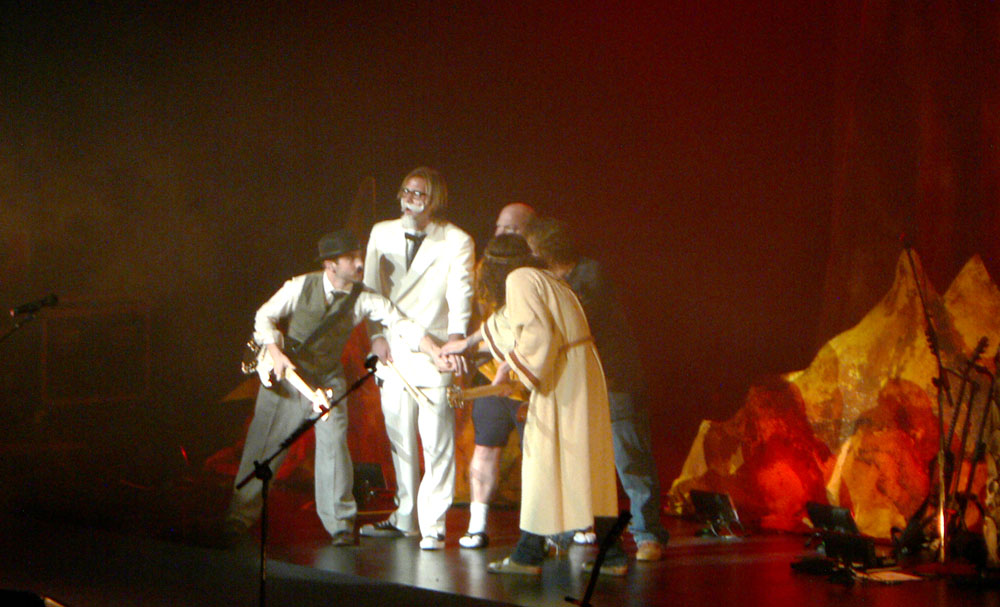
Black, Gass, Konesky, Spiker, e Wackerman.

Para coincidir com o lançamento de seu novo filme e do álbum, Tenacious D embarcou em sua turnê de 2006 à 2007 pelos Estados Unidos, Canadá, Reino Unido, Austrália e Nova Zelândia. Este passeio inclui a primeira aparição da banda no Madison New York City's Square Garden. Ao contrário de outros passeios, este apresentava uma banda de apoio completa. Konesky e Spiker retomou as suas funções a partir do álbum, e Brooks Wackerman foi adicionado como baterista. Cada membro usou um pseudônimo; John Konesky era o Anticristo, John Spiker era o Charlie Chaplin, e Brooks Wackerman como Colonel Sanders. JR Reed mais conhecido como Lee também excursionou interpretando vários personagens que podem ser vistos no DVD The Complete Masterworks 2, como o próprio Lee, o Cogumelo, o Satan entre outros. Jack Black disse que a banda perdeu dinheiro na turnê devido aos custos com uma banda completa pela primeira vez.

### Novo álbum e turnê (2008–presente)

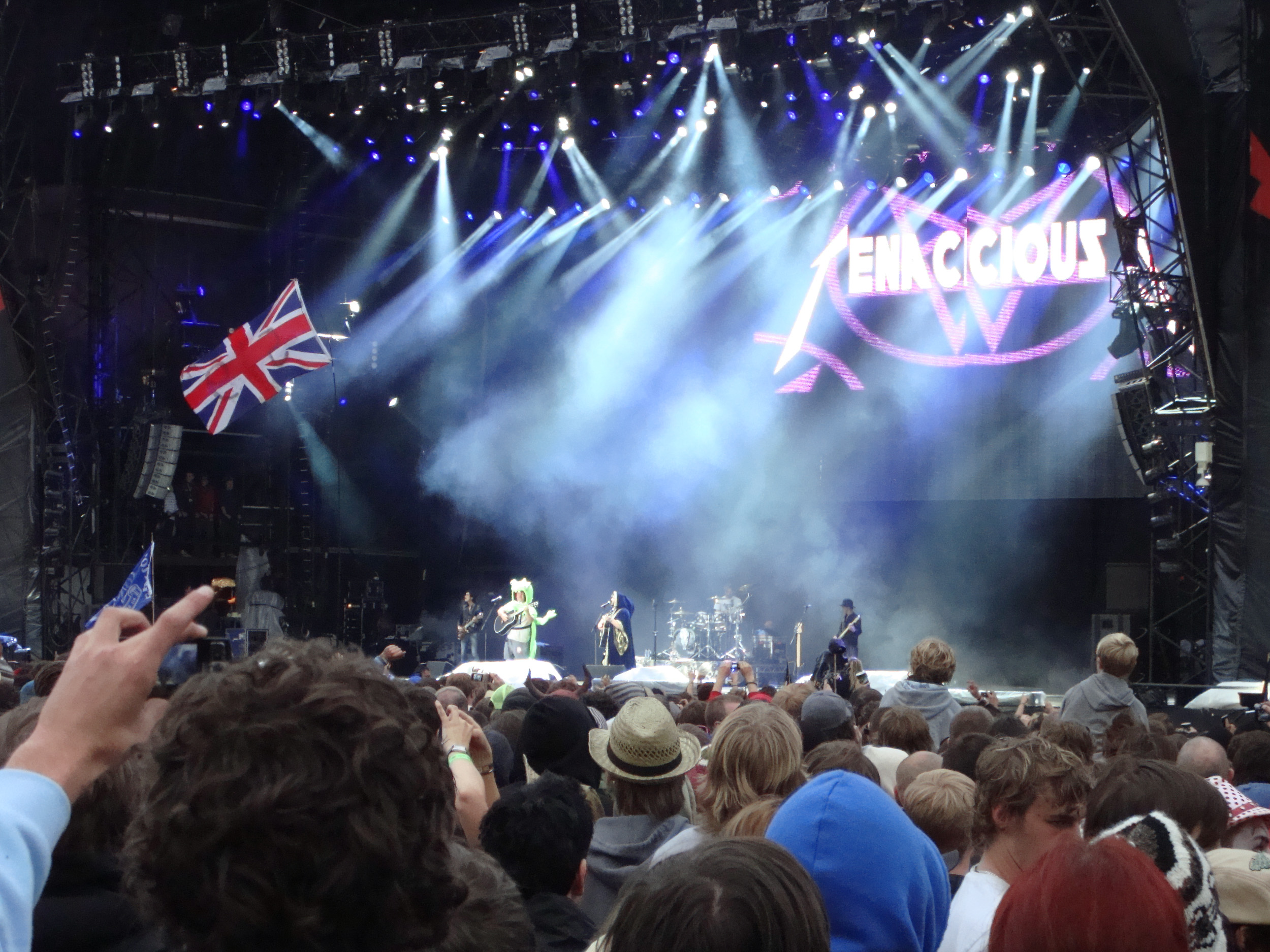
Tenacious D ao vivo no Leeds Festival.

Em novembro de 2006, Jack Black expressa que pretende fazer uma pausa, embora Gass mostrou um desejo do Tenacious D para terminar em seu ponto alto em curso. No entanto, Black insinuava um terceiro álbum, anunciando que uma nova canção fora escrita por ele, intitulada Death Star. Ele disse que o álbum deverá ser lançado em 2010, mas em outras ocasiões, ele mencionou o ano de 2012.No início de 2008, Jack anunciou que a banda estava trabalhando em um novo álbum, e uma DVD intitulado The Complete Masterworks Parte 2. O DVD foi lançado mais tarde nesse ano, e incluiu um documentário sobre sua turnê mundial, intitulada D Tour: Um documentário de Tenacious. O filme centra-se na tour Tenacious D feito em prol do filme e trilha sonora e as conseqüências da exibição pobre de seu filme na bilheteria. Kyle comentou que o novo álbum tem apenas "uma a uma canção e meia" escrito por ele, e gostaria de escrever entre doze e quinze anos.
A banda tocou no palco principal no Reading e Leeds Festival 2008 no Reino Unido, tocando Leeds sexta-feira, 22 de agosto e Reading, no domingo, 24 de agosto. Além disso, a banda deu apoio para Metallica no Marlay Park, Dublin na Irlanda em 20 de agosto. O D teve uma notícia na última noite do 2009 no Outside Lands Festival na Golden Gate Park, San Francisco, no domingo, 30 de agosto de 2009. A revista Billboard Music citou que Jack Black revelou que "Nós apenas estabeleceu um [...] estamos chamando de pista bombástica. É uma gravação muito poderosa chamada "Deph Starr" [...] e isso não tem nada a ver com Star Wars (Death Star) ", acrescentando que "É uma espécie de sci-fi rock apocalíptico." Jack Black também indicado no David Letterman que ele teve uma ideia para uma canção chamada "Rise Of The Phoenix", que ele descreveu como um "aumento das cinzas" canção do exercício semelhante ao Eye Of The Tiger. Ele realizou uma amostra vocal da música ao som de teclados. "The Rise of The Phoenix" foi tocada ao vivo em um show beneficente em Los Angeles no Echoplex em 8 de dezembro de 2009, seguido de duas outras canções, intitulada "O Roadie" e "Quantum Leap".

## Estilo musical

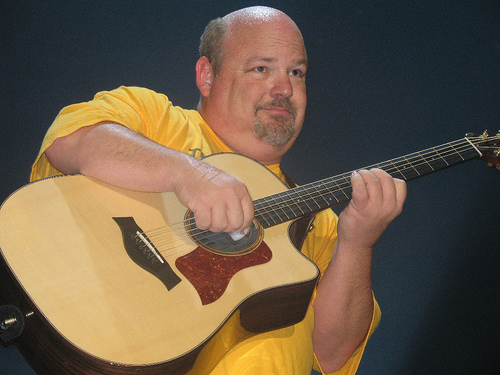
Kyle Gass performing on lead guitar.

### Letras e temas
Sátira e comédia são aspectos importantes do conteúdo lírico do Tenacious D. Gass disse que a sua abordagem: "Eu adoraria fazer a coisa da música em linha reta, mas esse é o tipo de encontro de nossa missão, que é o de se rebelar contra o cantor grave. "Suas canções evocam os clichês do heavy metal de bandas como Iron Maiden e Judas Priest. Em especial, a música "Dio" ridiculariza a ideia de uma tocha que está sendo passada. Canções como "Friendship" a falta de verdadeira amizade em grupos de rock com a letra "As long as there's a record deal, we'll always be friends" (Enquanto houver uma gravadora, nós sempre seremos amigos). O Tenacious D também emprega a técnica de backmasking deliberada como "Karate", uma técnica empregada por outras bandas de metal como Slayer, que gravou uma mensagem em Hell Awaits.

### Influências
Black disse que a primeira música que ele gostava era ABBA's "Take a Chance on Me". Ele deriva de "grandes dinossauros do rock", como The Who e Led Zeppelin. Além disso, Gass enumera suas influências como sendo Tom Waits, Tony Hawk, e Tony Robbins. A banda alegou que a inspiração para a canção "Tribute" veio depois de Black tocar a canção "One" do Metallica para Gass, descrevendo-o como "a melhor música do mundo", levando a uma tentativa de se escrever uma canção melhor ainda.
Gass descreveu o Tenacious D afirmando que a melhor parte da banda é ser: "ridícula, porque é uma questão de opinião". Black caracteriza o Tenacious D de carácter cómico como um antídoto à "masculinidade do rock, acrescentando que" há também algo engraçado sobre o machismo do rock. Como as bandas que são os mais difíceis de lhe dar.

## Aparições

### Filmes e televisão
Jack Black e Kyle Gass apareceram pela primeira vez juntos em  Bio-Dome (1996),seguido de The Cable Guy (1996),Bongwater (1997),Cradle Will Rock (1999), Saving Silverman (2001), e Shallow Hal (2001). Black atuou em vários outros filmes, Nacho Libre, High Fidelity, Escola de Rock, e King Kong. Em 2006, estrelou o seu próprio filme, "Tenacious D in The Pick of Destiny", em que eles se juntaram para se tornar a maior banda de rock do mundo, por meio de uma palheta com poderes místicos.
Jack e Kyle fizeram várias aparições na televisão cantando músicas de seu primeiro álbum. Em 16 de junho de 2001, o Tenacious D foram caracterizados como fantoches, cantando "Friendship" em um episódio de Crank Yankers. Em 2002, convidado para o MADtv tocando as canções "Tribute", e "Lee", com o frontman do Foo Fighters, Dave Grohl na bateria. Mais tarde, o Tenacious D fez uma aparição no primeiro episódio do  Tom Goes to the Mayor televisionado no Adult Swim.
As vésperas do lançamento do filme The Pick of Destiny, o Tenacious D realizou o "Pick of Destiny" no American Music Awards 2006 e Late Night With Conan O'Brien. Em 2 de dezembro de 2006, o Tenacious D foi o convidado musical no programa  Saturday Night Live pela primeira vez, apesar do Tenacious D já ter aparecido como um convidado musical não creditado em 2 de maio de 1998. Eles também abriram o Spike TV Video Game Awards com uma performance de "The Metal" e tocou "em apoio ao The Who e no VH1 Rock Honors.

### Ao vivo
Em 2001, o Tenacious D começou sua segunda turnê nacional, apresentando-se em espaços maiores, muitos dos quais esgotados. Até 2006, Tenacious D geralmente realizava seus shows apenas com violões, raramente com uma banda completa. A banda também subiu ao palco em dois concertos internacionais, bem como inúmeros passeios internos, que eles raramente têm desempenhado nos países de língua não inglesa. Black diz que isso é porque shows estrangeiro são "um pouco covarde", porque "as sutilezas que se perdem na tradução." Além disso, ele comenta sobre a angústia que experimentam antes dos shows dizendo: "Nós estamos sempre procurando uma brecha . Quase todos os shows que já fizemos, tentamos encontrar uma maneira de cancelar o show na última hora. " A banda permite gravação ao vivo durante os shows. Muitas destas gravações ter sido gravado e lançado através de Live Music Archive e estão disponíveis para download digital gratuito.
A banda usa um saxofone de brinquedo eletrônico, chamado de Sax-a-boom no palco. Cada uma de suas chaves desempenha um clip de música que soa quase como um saxofone. Em agosto de 2008, a banda se apresentou nos palcos principais dos Festivais de Reading e Leeds. A banda fez a abertura do show do Guns N' Roses.
Em 2019, a banda se apresentou no Rock in Rio. Foi o primeiro show do duo no Brasil. Também participou do show, em dois momentos, o baixista e dançarino brasileiro Junior Bass Groovador, com quem Jack Black buscou contato ao ver um vídeo de Junior tocando e dançando "Smells like teen spirit", do Nirvana em forró. Black compartilhou o vídeo em seu Instagram poucos dias antes da apresentação, perguntado se poderia colocar ele em contato com Junior. O encontro aconteceu com sucesso.

## Política
O Tenacious D são partidários da legalização da cannabis, e este ponto de vista do estado com a canção "City Hall". Em Tenacious D: Uma Dupla Infernal mostrando eles intoxicados com maconha durante a última cena. Eles também fizeram um show beneficente da NORML. Black descreveu sua visão de que, permitindo o uso de drogas para eliminar o estigma de se sentir "naughty" anexado aos usuários, tornando a atividade mundana e menos atraente. Black foi o produtor executivo para um documentário sobre Randy Credico direito Sessenta gira em torno do sol. Ele chama para a legislação sobre as drogas chamadas Rockefeller, deve ser revogada. Black disse dele: "Eles estão preenchendo as nossas prisões com as pessoas, você sabe, as mães têm seus filhos presos com a primeira vez que seus filhos usam drogas e têm que até ir para a prisão por 20 anos ou algo assim. É apenas uma punição cruel e incomum".

## Outros projetos
Tenacious D têm aparecido em vários vídeos musicais de outras bandas, incluindo "Push" do Dio e "Learn to Fly" do Foo Fighters. Black apareceu sozinho em muitos vídeos de música, incluindo uma participação especial ao lado Dave Grohl no clipe da música para o  Eagles of Death Metal com música "I Want You So Hard (Bad Boy's News)", juntamente com Grohl novamente no vídeo da música Foo Fighters "Low", e um em vídeo para a música a canção "Sexx Laws", de Beck.
Além de aparecer em vídeos, Black e Gass cantaram no backup do álbum Styx do Cyclorama em 2002, na canção "Kiss Your Ass Goodbye". O Tenacious D emprestou os backing vocals para o álbum do The Vandals no álbum Look What I Almost Stepped In..., na canção "Fourteen". O Tenacious D apareceu no décimo segundo KROQ's especial de Natal, Swallow My Eggnog, com o Sum 41, em uma canção intitulada "Things I Want".
em um clip do Good Charlotte para a música "Lifestyles of the Rich and Famous" (Estilo de Vida dos Ricos e Famosos). Gass também tocam violão e canta na banda Trainwreck, sob o pseudônimo de "Klip Calhoun". A banda também tem como características JR Reed sob o pseudônimo de "Darryl Donald", assim como John Konesky e John Spiker, que tocou guitarra e baixo, respectivamente, no álbum The Pick of Destiny. Eles lançaram um álbum ao vivo, Trainwreck Live, e estão atualmente trabalhando na gravação de um álbum de estúdio com o produtor John King. Black aparece ocasionalmente com a banda sob o nome "Tuffy McFuckelby".

## Polemica Cancelamento de Turnês e Hiato
Após uma controversa fala do guitarrista Kyle Gass em um show na Austrália, no dia do aniversário de Gass,
Jack Black perguntou qual era o desejo do colega, que respondeu: "Não errem o Trump na próxima vez" (Que havia sido alvo de um Atentado no Dia anterior), Pegando Jack de surpresa e Causando Grande repercussão na internet. 
Essa fala e a negativa repercussão , fez Jack Black pedir desculpa na sua Conta na rede Social Instagram, e informando cancelamento da Turnê, e o Hiato da banda. 
"Quero deixar claro que nunca apoiaria discursos de ódio, e não encorajo violência política de nenhuma forma. Após muito refletir, decidi que não seria apropriado continuar com a turnê do Tenacious D, e todos os futuros planos criativos com a banda serão colocados em espera. Me sinto grato aos fãs por seu apoio e compreensão" -  Jack Black
Gass também pediu desculpas publicamente. 
" A piada "improvisada" foi "altamente inapropriada, perigosa e equivocada". 
"O que aconteceu [com Trump] foi uma tragédia, e sinto muito pelo meu lapso terrível de julgamento. Eu peço desculpas àqueles que decepcionei, e me arrependo de toda a dor que causei". - Kyle Gass 

## Integrantes

### Formação principal
- Jack Black – guitarra rítmica, vocais principais e guitarra acústica (1994–presente)
- Kyle Gass – guitarra rítmica, guitarra acústica, Backing vocal e guitarra solo (1994–presente)

### Músicos da Turnê e sessões
- John Konesky – guitarra elétrica (2004–presente)
- John Spiker – baixo, backing vocal (2004–presente)

#### Exclusivos de turnê
- Brooks Wackerman – bateria (2006–2011)
- JR Reed – backing vocal (1994–presente)
- Scott Seiver – bateria (2013–presente)

#### Exclusivos das sessões
- Dave Grohl – guitarrista adicional (2001–presente)
- Warren Fitzgerald – guitarra elétrica (2001)
- Steve McDonald – baixo (2001)
- Page McConnell – teclados (2001–presente)

## Sucessos
A popularidade da banda se deve principalmente ao estilo nada ortodoxo e humorístico das canções compostas por Black e Kyle .Além de o tempo todo ficarem falando que são a melhor banda do mundo, o estilo musical do grupo é descrito como descompromissado. Como exemplo, na música Tribute(que é um dos maiores sucessos da banda) há um denominado solo vocal, mais ou menos parecido com isso "Rrrigga-gyu-gyu Rrrigga-gyu-gyu".
Em 2006 foi lançado o filme Tenacious D in: The Pick of Destiny que conta a história do grupo.
Na  música "Kickapoo", Jack Black mistura sua história real com a ficção. O filme é baseado na história real da banda, mas, assim como a música citada acima, também possui vários elementos fictícios, como a própria "Palheta do Destino", que dá o nome ao filme. Outro bom exemplo de elemento fictício no filme é o surgimento do nome da banda - cada um dos integrantes tinha uma marca de nascença no traseiro, e juntando as duas dava o nome Tenacious D.
De certa forma, o sucesso da banda aumentou devido ao seu aparecimento no jogo Guitar Hero III: Legends of Rock, com a música "The Metal".

## Discografia
- Tenacious D (2001)
- The Pick of Destiny (2006)
- Rize of the Fenix (2012)
- Post-Apocalypto (2018)